# Veramiris
Veramiris is een geslacht van wantsen uit de familie van de Miridae (Blindwantsen). Het geslacht werd voor het eerst wetenschappelijk beschreven door José Cândido de Melo Carvalho in 1974.

## Soorten
Het genus is monotypisch en bevat alleen de volgende soort:

- Veramiris minutus Carvalho, 1974